# جيمس بيفيل
جيمس لوثر بيفيل (بالإنجليزية: James Bevel)‏ (19 أكتوبر 1936 - 19 ديسمبر 2008) هو مبشر وزعيم حركة الحقوق المدنية في الولايات المتحدة. بصفته مدير العمل المباشر والتعليم اللاعنفي لمؤتمر القيادة المسيحية الجنوبية، أطلق ووضع استراتيجيات وتوجيهات وتطويرًا للنجاحات الرئيسية الثلاثة التي حققها مؤتمر القيادة المسيحية الجنوبية في ذلك الوقت: حملة برمنغهام للأطفال في حملتها الصليبية عام 1963، حركة حقوق التصويت في سيلما عام 1965، وحركة شيكاغو المفتوحة للإسكان عام 1966. اقترح على مؤتمر القيادة المسيحية الجنوبية الدعوة إلى واشنطن والانضمام إليها في مارس عام 1963. وضع بيفيل الإستراتيجيات لمسيرات سيلما إلى مونتغومري عام 1965، ما ساهم في إقرار الكونغرس لقانون حقوق التصويت لعام 1965.
قبل عمله مع مؤتمر القيادة المسيحية الجنوبية، عمل بيفيل في حركة ناشفيل الطلابية، التي أجرت عام 1960 حملات اعتصام الغداء في ناشفيل، وحركة المسرح المفتوح لعام 1961، وجندت الطلاب لمواصلة مواكب الحرية عام 1961 بعد تعرضهم لهجوم شديد. أطلق وأدار بعضًا من حركة حقوق التصويت لعامي 1961 و1962 في مسيسيبي. في عام 1967، كان بيفيل رئيسًا للجنة الربيع للتعبئة لإنهاء الحرب في فيتنام. أطلق موكب عام 1967 في الأمم المتحدة كجزء من الحركة المناهضة للحرب. كان آخر نشاط رئيسي له هو البادئ المشارك في موكب يوم الكفارة / مليون رجل عام 1995 في واشنطن. سُمي بيفيل لعمله بأبي حقوق التصويت والخبير الاستراتيجي والمهندس لحركة الحقوق المدنية في الستينيات ونصف فريق الصف الأول الذي صاغ العديد من الاستراتيجيات والإجراءات لكسب التشريعات الفيدرالية والتغيرات الاجتماعية خلال الستينيات؛ عصر الحقوق المدنية.
اتهم بيفيل عام 2005 بزنا المحارم من قبل إحدى بناته وبسوء المعاملة من قبل ثلاثة آخرين. وحوكم في أبريل 2008. أدين بيفيل بتهمة الزنا غير القانونية. عملاً بتوصية لجنة المحلفين، التي كان من الممكن أن تحكم عليه بالسجن لمدة تتراوح من 5 إلى 20 عامًا، حكم عليه بالسجن لمدة 15 عامًا وغُرِّم غرامة قدرها 50 ألف دولار. بعد قضاء سبعة أشهر، أطلق سراحه بانتظار الاستئناف. توفي بسرطان البنكرياس في ديسمبر 2008. ودفن في أوتاو، ألاباما.

## بدايات حياته والتعليم
ولد بيفيل عام 1936 في إيتا بينا، ميسيسيبي وهو ابن إيلي ودينيس بيفيل. كان واحدا من سبعة عشر طفلًا. نشأ وترعرع في مقاطعة ليفلور الريفية في دلتا المسيسيبي وفي كليفلاند. كان يعمل في مزرعة للقطن لفترة من الوقت في مرحلة الشباب ثم في مصنع للصلب. تلقى تعليمه في مدارس محلية منفصلة في ميسيسيبي وفي كليفلاند بولاية أوهايو. بعد المدرسة الثانوية، خدم في البحرية الأمريكية لفترة من الوقت وتوجه نحو مهنة الغناء.
دعا في اتجاه مختلف وذهب إلى المدرسة اللاهوتية المعمدانية الأمريكية في ناشفيل بولاية تينيسي، من 1957 إلى 1961، ليصبح واعظ معمداني، كما انضم إلى مؤتمر القيادة المسيحية الجنوبية. بينما كان في المدرسة الدينية، أعاد قراءة كتاب مملكة الله داخلك الذي كتبه ليو تولستوي، والذي ألهمه في وقت سابق بمغادرة الجيش. قرأ بيفيل أيضًا العديد من كتب وصحف موهاندس غاندي أثناء مشاركته في ورش عمل خارج الحرم الجامعي حول فلسفة غاندي والتقنيات اللاعنفية التي درسها جيمس لوسون من مؤتمر القيادة المسيحية الجنوبية. كما حضر بيفيل ورش العمل في مدرسة هايلاندر الشعبية التي قام بتدريسها مؤسسها مايلز هورتون الذي أكد على تنظيم القواعد الشعبية.

## حركة الطلاب في ناشفيل ولجنة تنظيم الطلاب اللاعنفيين
في عام 1960، إلى جانب طلاب لوسون وهورتون بمن فيهم برنارد لافاييت وجون لويس وديان ناش وغيرهم، شارك بيفيل في حركة الاعتصام في ناشفيل لإلغاء الفصل في طاولات الغداء في المدينة وتعرَّف على العديد من قادة الطلاب. بعد نجاح هذا الإجراء، وبمساعدة إيلا بيكر من مؤتمر القيادة المسيحية الجنوبية، طوّر الطلاب الناشطون من ناشفيل وعبر الجنوب لجنة التنسيق الطلابية اللاعنفية. نجح بيفيل بالعمل على التزام لجنة التنسيق الطلابية اللاعنفية بإلغاء التمييز في المسارح، في توجيه حركة المسرح ناشفيل المفتوح عام 1961.
في الوقت الذي حققت فيه حركة المسرح المفتوح نجاحًا في ناشفيل، كانت هذه المدينة الوحيدة في البلاد التي نظم فيها النشطاء مثل هذا العمل. في هذه الفترة نفسها، نظم مؤتمر المساواة العرقية مواكب الحرية عام 1961 في عمق الجنوب للطعن في قوانين وممارسات الولايات الجنوبية التي قررت الفصل في الحافلات بين الولايات ومرافقها على الرغم من القوانين الفيدرالية للمساواة في المعاملة. بعد أن تعرضت الحافلات والركاب لهجوم شديد، بما في ذلك تفجير حافلة والضرب وكل ذلك بتواطؤ من الشرطة في برمنغهام، ألاباما.  أوقف مؤتمر المساواة العرقية الجولات. حثت ديان ناش، رئيسة الحركة الطلابية في ناشفيل، المجموعة على مواصلة مواكب الحرية، ودعت المتطوعين الجامعيين من فيسك والجامعات الأخرى في جميع أنحاء الجنوب. اختار بيفيل فرق الطلاب من أجل الحافلات. اعتُقِل هو والآخرين بعد وصولهم إلى جاكسون، ميسيسيبي محاولين إلغاء التمييز في غرف الانتظار في محطة الحافلات. في نهاية المطاف، وصل مواكب الحرية إلى هدفهم في نيو أورليانز، لويزيانا ما أدى إلى تغطية وطنية للعنف لاحتواء جيم كرو والتفوق الأبيض في الجنوب.
أثناء وجوده في سجن جاكسون، أطلق بيفيل وبيرنارد لافاييت حركة حقوق التصويت في الميسيسيبي. بقوا مع ناش وآخرين في ميسيسيبي للعمل على تنظيم القواعد الشعبية. واجه النشطاء عنفًا شديدًا في ذلك الوقت وتراجعوا لإعادة التجمع. في وقت لاحق تطورت الجهود في ولاية ميسيسيبي في صيف الحرية عام 1964، عندما جرت جهود توعية وتسجيل مكثفة للناخبين. افتتح لافاييت وزوجته كوليا ليدل أيضًا مشروع لجنة التنسيق الطلابية اللاعنفية في سيلما، بولاية ألاباما لمساعدة عمل المنظمين المحليين مثل أميليا بوينتون.

## اتفاقية بيفيل كينغ 1962
في عام 1962، دُعي بيفيل للاجتماع في أتلانتا مع مارتن لوثر كينغ الابن، المُبشر الذي كان يرأس المجلس الأعلى للقضاة. في ذلك الاجتماع، الذي اقترحه جيمس لوسون، وافق بيفل وكينغ على العمل سويًا من أجل المساواة، مع عدم امتلاكهما حق النقض على الآخر، في مشاريع تحت رعاية مؤتمر القيادة المسيحية الجنوبية. وافقوا على العمل حتى القضاء الفصل، وحصلوا على حقوق التصويت وضمان حصول جميع الأطفال الأمريكيين على تعليم جيد. وافقوا على الاستمرار حتى تتحقق هذه الأهداف، وطلب التمويل من مؤتمر القيادة المسيحية الجنوبية فقط إذا كانت المجموعة منخرطة في تنظيم حركة.
سرعان ما أصبح بيفيل مدير العمل المباشر في مؤتمر القيادة المسيحية الجنوبية ومدير التعليم اللاعنفي ليزيد مناصب مارتن لوثر كينغ الابن بصفته رئيس مجلس الإدارة والمتحدث باسم مؤتمر القيادة المسيحية الجنوبية.

## كفاح طلاب بيرمنغهام 1963 والموكب المخطط في واشنطن
في عام 1963، وافق مؤتمر القيادة المسيحية الجنوبية على مساعدة المؤسس المشارك، فريد شوتلزوورث، وغيره في عملهم على إلغاء التمييز بين شركات البيع بالتجزئة والوظائف في برمنغهام، ألاباما، إذ لم تسفر المناقشات والمفاوضات مع مسؤولي المدينة سوى القليل. أسفرت أسابيع من المظاهرات والمسيرات عن اعتقال مارت لوثر وسجن رالف أبرنثي وشاتلزوورث. أراد كينج أن يملأ السجون بالمتظاهرين، لكن كان من الصعب تنظيم مسيرات للبالغين، إذ عوقبوا بشدة بحيث فقدوا أعمالهم وكانوا يحاولون إعالة أسرهم.
اقترح بيفيل تجنيد الطلاب في الحملة. كان كينج مترددًا في البداية لكنه وافق. قضى بيفيل أسابيع في تطوير الإستراتيجية وتجنيد وتعليم الطلاب في فلسفة وتقنيات اللاعنف. كان 16 شارع الكنيسة المعمدانية مركزًا للتنظيم. طلب بيل من الطلاب، كل خمسين على حدة المشي إلى قاعة المدينة للتحدث إلى العمدة آرت هانس عن الفصل في المدينة. قُبض على حوالي 1000 طالب في اليوم الأول. عندما وصل المزيد إلى المسيرة في اليوم التالي، أمر يوجين بول كونور، مفوض السلامة العامة في المدينة، باستخدام كلاب الراعي الألماني وخراطيم الحريق عالية الضغط لمنع الطلاب من السير. كانت وسائل الإعلام الوطنية والدولية تغطي القصة، وأثارت صور القوة المستخدمة ضد تلاميذ المدارس غضبًا عارمًا على المدينة ومسؤوليها.
خلال ما سمي حملة برمنغهام للأطفال، طلب الرئيس جون كينيدي من كينج التوقف عن استخدام الأطفال في الحملة. طلب كينج من بيفيل الامتناع عن استخدام الطلاب. وبدلًا من ذلك، قال بيفيل إنه سينظم الأطفال للتوجه إلى واشنطن العاصمة للقاء كينيدي بشأن الفصل. وافق كينج على ذلك. ذهب بيفيل إلى الأطفال وطلب منهم الاستعداد للتوجه إلى الطرق السريعة للقيام بمسيرة في واشنطن، بهدف الاستفسار من الرئيس حول خططه لإنهاء الفصل في أمريكا. عند سماع هذه الخطة، سألت إدارة كينيدي قادة المجلس الأعلى للقوات المسلحة ما يريدون في مشروع قانون شامل للحقوق المدنية. قام موظفو كينيدي بصياغة واحدة وتوصلوا إلى اتفاق بشأن المحتويات مع قيادة مؤتمر القيادة المسيحية الجنوبية. وافق بيفيل على إلغاء مسيرة الأطفال.
في أغسطس 1963، شارك مؤتمر القيادة المسيحية الجنوبية فيما أصبح يُعرف باسم المسيرة في واشنطن، وهو حدث نظمه الزعيم العمالي أ. فيليب راندولف وبايارد روستين. خططوا لحركة مسيرة واشنطن عام 1941 للضغط على الرئيس فرانكلين روزفلت من أجل سن تشريع لتمكين الأميركيين من أصل أفريقي من المشاركة في وظائف صناعة الدفاع المزدهرة في الوقت الذي تستعد فيه الولايات المتحدة لدخول الحرب العالمية الثانية. وقد وقع روزفلت على قانون العمالة العادلة ليطلب من مقاولي الدفاع دمج قوات العمل الخاصة بهم.